# Глодосская сельская община
Глодосская сельская община (укр. Глодоська сільська громада) — территориальная община в Новоукраинском районе Кировоградской области Украины.
Административный центр — село Глодосы.
Население составляет 3144 человек. Площадь — 241,33 км².
Община создана 22 декабря 2019 года, путём объединения территорий Глодосского и Новониколаевского сельских советов Новоукраинского района. В 2020 году в общину также вошёл Лесковский сельсовет.

## Населённые пункты
В состав общины входит 11 сёл:
- Глодосы
  - Вербовка
  - Марьяновка
- Лесковский старостинский округ:
  - Казакова Балка
  - Лески
- Новониколаевский старостинский округ:
  - Войновка
  - Михайловка
  - Новониколаевка
  - Новоподымка
  - Петровка
  - Подымка